# Zelenîi Hai (Brahînivka), Petropavlivka
Zelenîi Hai (în ucraineană Зелений Гай) este un sat în comuna Brahînivka din raionul Petropavlivka, regiunea Dnipropetrovsk, Ucraina.

## Demografie
Componența lingvistică a localității Zelenîi Hai
     Ucraineană (80%)
     Rusă (20%)
Conform recensământului din 2001, majoritatea populației localității Zelenîi Hai era vorbitoare de ucraineană (80%), existând în minoritate și vorbitori de rusă (20%).